# Millerton (Iowa)
Pour les articles homonymes, voir Millerton.
Millerton est une ville, du comté de Wayne en Iowa, aux États-Unis. Elle est incorporée le 26 avril 1915.

## Source de la traduction
- (en) Cet article est partiellement ou en totalité issu de l’article de Wikipédia en anglais intitulé « Millerton, Iowa » (voir la liste des auteurs).